# Prague Open 2025 - Doppio
Il doppio femminile del torneo di tennis professionistico Prague Open 2025, facente parte della categoria WTA 250 nell'ambito del WTA Tour 2024, si è giocato dal 21 al 26 luglio 2025 a Praga, in Repubblica Ceca.
In finale Nadiia Kičenok e Makoto Ninomiya hanno sconfitto Lucie Havlíčková e Laura Samson con il punteggio di 1-6, 6-4, [10-7]. É l'undicesimo titolo in carriera per Kičenok e il nono titolo in carriera per Ninomiya, il secondo stagionale per entrambe e per la coppia, oltre ad essere il secondo consecutivo. Questa è la prima finale in carriera per Havlíčková e Samson.
Barbora Krejčiková e Kateřina Siniaková erano le campionesse in carica, ma entrambe hanno scelto di non partecipare a questa edizione del torneo.

## Teste di serie
1. Monica Niculescu /  Elena-Gabriela Ruse (ritirate)
2. Nadiia Kičenok /  Makoto Ninomiya (Campionesse)

1. Quinn Gleason /  Ingrid Martins (primo turno)
2. Anastasia Dețiuc /  Oksana Kalašnikova (quarti di finale)

## Wildcard
1. Lucie Havlíčková /  Laura Samson (finale)

1. Dominika Šalková /  Tereza Valentová (primo turno)

## Alternate
1. Kyōka Okamura /  Jessika Ponchet (primo turno)

## Tabellone

### Legenda
| - Q = Qualificato - WC = Wild card - LL = Lucky loser | - ALT = Alternate - SE = Special Exempt - PR = Protected Ranking | - w/o = Walkover - r = Ritirato - d = Squalificato |

|  | Primo turno | Primo turno                  | Primo turno                  | Primo turno | Primo turno |  |  | Quarti di finale | Quarti di finale             | Quarti di finale             | Quarti di finale      | Quarti di finale      |   |   | Semifinali | Semifinali                    | Semifinali            | Semifinali                     | Semifinali |   |      | Finale | Finale | Finale | Finale | Finale |  |
|  |             |                              |                              |             |             |  |  |                  |                              |                              |                       |                       |   |   |            |                               |                       |                                |            |   |      |        |        |        |        |        |  |
|  | Alt         | K Okamura J Ponchet          | 3                            | 6           | [7]         |  |  |                  |                              |                              |                       |                       |   |   |            |                               |                       |                                |            |   |      |        |        |        |        |        |  |
|  |             | A Barnett E Lechemia         | 6                            | 3           | [10]        |  |  |                  | A Barnett E Lechemia         | 6                            | 4                     | [10]                  |   |   |            |                               |                       |                                |            |   |      |        |        |        |        |        |  |
|  |             | J Malečková M Škoch          | J Malečková M Škoch          | 6           | 7           |  |  |                  | J Malečková M Škoch          | 4                            | 6                     | [7]                   |   |   |            |                               |                       |                                |            |   |      |        |        |        |        |        |  |
|  |             | A-L Friedsam M Kubka         | A-L Friedsam M Kubka         | 1           | 64          |  |  |                  |                              |                              |                       |                       |   |   |            | A Barnett E Lechemia          | A Barnett E Lechemia  | 4                              | 2          |   |      |        |        |        |        |        |  |
|  | 3           | Q Gleason I Martins          | Q Gleason I Martins          | 3           | 5           |  |  |                  |                              | WC                           | L Havlíčková L Samson | L Havlíčková L Samson | 6 | 6 |            |                               |                       |                                |            |   |      |        |        |        |        |        |  |
|  | WC          | L Havlíčková L Samson        | L Havlíčková L Samson        | 6           | 7           |  |  | WC               | L Havlíčková L Samson        | L Havlíčková L Samson        | L Havlíčková L Samson | w/o                   |   |   |            |                               |                       |                                |            |   |      |        |        |        |        |        |  |
|  |             | N Fossa Huergo P Hon         | 6                            | 3           | [10]        |  |  |                  | N Fossa Huergo P Hon         | N Fossa Huergo P Hon         | N Fossa Huergo P Hon  |                       |   |   |            |                               |                       |                                |            |   |      |        |        |        |        |        |  |
|  | WC          | D Šalková T Valentová        | 4                            | 6           | [6]         |  |  |                  |                              |                              |                       |                       |   |   | WC         | Lucie Havlíčková Laura Samson | 6                     | 4                              | [7]        |   |      |        |        |        |        |        |  |
|  |             | H Dart M Lumsden             | 3                            | 7           | [5]         |  |  |                  |                              |                              |                       |                       |   |   |            |                               | 2                     | Nadiia Kičenok Makoto Ninomiya | 1          | 6 | [10] |        |        |        |        |        |  |
|  |             | E Appleton I Haverlag        | 6                            | 61          | [10]        |  |  |                  | E Appleton I Haverlag        | 6                            | 4                     | [10]                  |   |   |            |                               |                       |                                |            |   |      |        |        |        |        |        |  |
|  |             | M Uchijima S Zheng           | M Uchijima S Zheng           | 2           | 2           |  |  | 4                | A Dețiuc O Kalašnikova       | 2                            | 6                     | [3]                   |   |   |            |                               |                       |                                |            |   |      |        |        |        |        |        |  |
|  | 4           | A Dețiuc O Kalašnikova       | A Dețiuc O Kalašnikova       | 6           | 6           |  |  |                  |                              |                              |                       |                       |   |   |            | E Appleton I Haverlag         | E Appleton I Haverlag | 4                              | 4          |   |      |        |        |        |        |        |  |
|  |             | J Aney J Failla              | J Aney J Failla              | 5           | 3           |  |  |                  |                              | 2                            | N Kičenok M Ninomiya  | N Kičenok M Ninomiya  | 6 | 6 |            |                               |                       |                                |            |   |      |        |        |        |        |        |  |
|  |             | Y Cavallé Reimers M Kozyreva | Y Cavallé Reimers M Kozyreva | 7           | 6           |  |  |                  | Y Cavallé Reimers M Kozyreva | Y Cavallé Reimers M Kozyreva | 0                     | 2                     |   |   |            |                               |                       |                                |            |   |      |        |        |        |        |        |  |
|  |             | A Moratelli N Stojanović     | A Moratelli N Stojanović     | 4           | 4           |  |  | 2                | N Kičenok M Ninomiya         | N Kičenok M Ninomiya         | 6                     | 6                     |   |   |            |                               |                       |                                |            |   |      |        |        |        |        |        |  |
|  | 2           | N Kičenok M Ninomiya         | N Kičenok M Ninomiya         | 6           | 6           |  |  |                  |                              |                              |                       |                       |   |   |            |                               |                       |                                |            |   |      |        |        |        |        |        |  |